# Natuurlijke logaritme
De natuurlijke logaritme is een begrip uit de wiskundige analyse. Het is de logaritme met als grondtal de wiskundige constante e, een symbool dat door Leonhard Euler is geïntroduceerd. De natuurlijke logaritme wordt in meer praktisch gerichte situaties aangeduid door {\displaystyle \ln }, van logarithmus naturalis, maar men schrijft ook wel {\displaystyle \log } in vakgebieden waarbij het vanzelfsprekend is dat de natuurlijke logaritme wordt bedoeld. De naam 'natuurlijke logaritme' is afkomstig van de Duitse wiskundige Nikolaus Mercator, ±1620-1687. De natuurlijke logaritme wordt een enkele keer neperse logaritme genoemd, naar John Napier 1550-1617, een Schotse wiskundige, die een van de eersten was die met logaritmen rekende.
De natuurlijke logaritme van het getal {\displaystyle x} is dus:
{\displaystyle \ln(x)=\ ^{\mathrm {e} }\!\log(x)}
Voor de natuurlijke logaritme gelden dezelfde rekenregels als voor een logaritme met een willekeurig getal als grondtal.

## Machtreeks
Het is gebruikelijk de reeksontwikkeling van de natuurlijke logaritme om 1 te geven, omdat de logaritme voor 0 niet is gedefinieerd. Voor reële getallen {\displaystyle -1<x<1} is:
{\displaystyle \ln(1+x)={\frac {x^{1}}{1}}-{\frac {x^{2}}{2}}+{\frac {x^{3}}{3}}-{\frac {x^{4}}{4}}+\ldots =\sum _{k=1}^{\infty }(-1)^{k+1}{\frac {x^{k}}{k}}}

## Eigenschappen
- De functie {\displaystyle \ln(x)} heeft gedefinieerd op de positieve reële getallen een reële uitkomst.
- De afgeleide {\displaystyle {\frac {\mathrm {d} \ln(x)}{\mathrm {d} x}}={\frac {1}{x}}}.
- De inverse functie is de e-macht, dus {\displaystyle e^{\ln(x)}=x}.
- De natuurlijke logaritme {\displaystyle \ln(z)} van het complexe getal {\displaystyle z} is als volgt gedefinieerd:[1]

{\displaystyle \ln(z)=\ln(|z|e^{i\arg(z)})=\ln(|z|)+i\arg(z)}
Voor een complex getal {\displaystyle z} gegeven in poolcoördinaten {\displaystyle z=re^{i\phi }} is {\displaystyle \ln(z)=\ln(r)+i\phi +n2\pi i}, met {\displaystyle r\geq 0} en {\displaystyle n} een willekeurig geheel getal. Er wordt voor de uitkomst in het algemeen voor de waarde tussen {\displaystyle -\pi } en {\displaystyle \pi } gekozen.
- Is {\displaystyle a} een algebraïsch getal en verschillend van 1, dan is {\displaystyle \ln(a)} een transcendent getal. Dit volgt uit de stelling van Lindemann-Weierstrass.